# Liste der Baudenkmäler in Vierkirchen (Oberbayern)

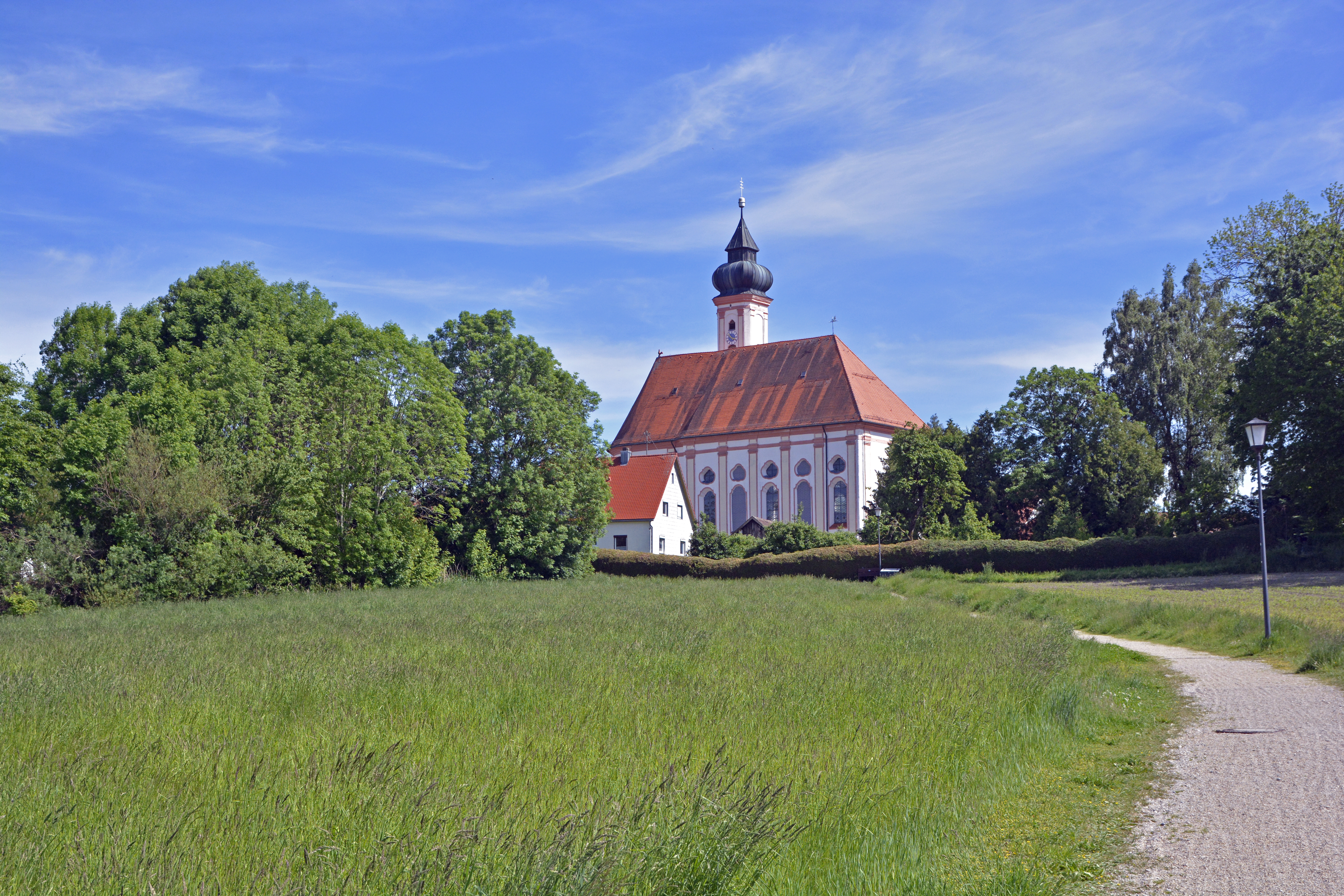
Blick auf St. Jakobus in Vierkirchen

Auf dieser Seite sind die Baudenkmäler in der oberbayerischen Gemeinde Vierkirchen zusammengestellt. Diese Tabelle ist eine Teilliste der Liste der Baudenkmäler in Bayern. Grundlage ist die Bayerische Denkmalliste, die auf Basis des Bayerischen Denkmalschutzgesetzes vom 1. Oktober 1973 erstmals erstellt wurde und seither durch das Bayerische Landesamt für Denkmalpflege geführt wird. Die folgenden Angaben ersetzen nicht die rechtsverbindliche Auskunft der Denkmalschutzbehörde.

## Baudenkmäler nach Ortsteilen

### Vierkirchen
| Lage                          | Objekt                              | Beschreibung | Akten-Nr.    | Bild           |
| ----------------------------- | ----------------------------------- | --- | ------------ | -------------- |
| Dachauer Straße 6 (Standort)  | Gasthaus                            | zweigeschossiger Walmdachbau, wohl 2. Hälfte 18. Jahrhundert | D-1-74-150-2 | Gasthaus       |
| Gröbmaierstraße 8 (Standort)  | Katholische Pfarrkirche St. Jakobus | stattlicher Saalbau mit eingezogenem, dreiseitig geschlossenem Chor, im südlichen Winkel hoher Turm mit gedrückter Laternenhaube, 1763 ff. von Anton Glonner errichtet; mit Ausstattung; Friedhofsummauerung, angelegt 1685 (bezeichnet mit dem Jahr) | D-1-74-150-1 | weitere Bilder |
| Gröbmaierstraße 12 (Standort) | Pfarrhaus                           | zweigeschossig mit Gesimsgliederung und Walmdach, 1836 erbaut | D-1-74-150-4 | weitere Bilder |

### Giebing
| Lage                                             | Objekt                              | Beschreibung | Akten-Nr.     | Bild           |
| ------------------------------------------------ | ----------------------------------- | --- | ------------- | -------------- |
| Hauptstraße 3 (Standort)                         | Katholische Pfarrkirche St. Michael | lisenengegliederter Saalbau mit eingezogenem, dreiseitig geschlossenem Chor und Satteldachturm im nördlichen Winkel, Chor und Turm spätgotisch, Langhaus 1902; mit Ausstattung | D-1-74-150-7  | weitere Bilder |
| Hauptstraße 4 (Standort)                         | Pfarrhaus                           | zweigeschossiger Walmdachbau, 1835 | D-1-74-150-8  | weitere Bilder |
| Kapellenweg 1 (Standort)                         | Hofkapelle                          | einschiffig, Turm mit Oktogon und Spitzhelm in den dreiseitigen Schluss eingestellt, 1920                                                                                      | D-1-74-150-10 | BW             |
| Nähe Hauptstraße, vor der Pfarrkirche (Standort) | Kriegerdenkmal                      | in Obeliskform, um 1920; vor der Pfarrkirche | D-1-74-150-9  | weitere Bilder |

### Jedenhofen
| Lage                         | Objekt                           | Beschreibung | Akten-Nr.     | Bild           |
| ---------------------------- | -------------------------------- | --- | ------------- | -------------- |
| Kirchenstraße 5 a (Standort) | Katholische Kapelle St. Nikolaus | einschiffig mit dreiseitigem Schluss, Giebelreiter mit Oktogon und Zwiebelhaube, 1479 erbaut, 1716 umgestaltet und verlängert; mit Ausstattung | D-1-74-150-11 | weitere Bilder |

### Pasenbach
| Lage                      | Objekt                               | Beschreibung | Akten-Nr.     | Bild           |
| ------------------------- | ------------------------------------ | --- | ------------- | -------------- |
| Barthstraße 12 (Standort) | Katholische Pfarrkirche St. Leonhard | Saalbau mit eingezogenem, dreiseitig geschlossenem Chor und Turm im nördlichen Winkel, Chor und Turm spätgotisch, Langhaus 17. Jahrhundert; mit Ausstattung | D-1-74-150-12 | weitere Bilder |

### Rettenbach
| Lage                           | Objekt                                | Beschreibung | Akten-Nr.     | Bild           |
| ------------------------------ | ------------------------------------- | --- | ------------- | -------------- |
| Kollbacher Straße 4 (Standort) | Katholische Filialkirche St. Nikolaus | romanische Chorturmanlage des 13. Jahrhunderts, im 15. Jahrhundert und Ende des 17. Jahrhunderts verändert; mit Ausstattung | D-1-74-150-14 | weitere Bilder |

### Unterwiedenhof
| Lage                        | Objekt                         | Beschreibung                                                              | Akten-Nr.     | Bild           |
| --------------------------- | ------------------------------ | ------------------------------------------------------------------------- | ------------- | -------------- |
| Unterwiedenhof 1 (Standort) | Zugehöriger Stadel (Ostflügel) | erdgeschossiger Satteldachbau mit Rundbogen- und Treppenfries, um 1820/30 | D-1-74-150-16 | weitere Bilder |